# NBL 1991
Die NBL 1991 war die 13. Austragung der australasischen National Basketball League. Die mit vierzehn Teams aus Australien ausgetragene Meisterschaft begann am 6. April 1991 und endete am 27. Oktober 1991. Im Finale konnte sich die Perth Wildcats in der Best-of-three-Serie gegen die Eastside Spectres in drei Spielen durchsetzen und damit ihren zweiten Meistertitel erringen.

## Modus
Jedes Team trägt in der regulären Saison 13 Heim- und Auswärtsspiele aus. Die Spielzeit beträgt 4 × 12 Minuten. Die in der Endtabelle auf den Plätzen 3 bis 6 stehenden Teams qualifizieren sich für das Viertelfinale der Playoffs. Dabei treten der der dritte gegen den sechsten und der vierte gegen den fünften an. Die zwei Sieger ziehen ins Halbfinale ein, wo sie auf die an 1 und 2 gesetzten Teams treffen. In allen Runden gilt der best of three-Modus.

## Mannschaften
| Mannschaft                | Stadt                                  | Austragungsort                 | Plätze | Trainer        |
| ------------------------- | -------------------------------------- | ------------------------------ | ------ | -------------- |
| Adelaide 36ers            | Adelaide, South Australia              | Apollo Stadium                 | 3.000  | Don Shipway    |
| Brisbane Bullets          | Brisbane, Queensland                   | Brisbane Entertainment Centre  | 13.500 | Brian Kerle    |
| Canberra Cannons          | Canberra, Australian Capital Territory | AIS Arena                      | 5.200  | Mel Dalgleish  |
| Eastside Spectres         | Melbourne, Victoria                    | Burwood Stadium                | 2.000  | Brian Goorjian |
| Geelong Supercats         | Geelong, Victoria                      | Geelong Arena                  | 2.000  | Barry Barnes   |
| Gold Coast Cougars        | Gold Coast, Queensland                 | Geelong Arena                  | 2.000  | Dave Claxton   |
| Hobart Tassie Devils      | Hobart Tasmania                        | Derwent Entertainment Centre   | 5.400  | Cal Bruton     |
| Illawarra Hawks           | Wollongong, New South Wales            | Illawarra Basketball Stadium   | 2.000  | Dave Lindstrom |
| Melbourne Tigers          | Melbourne, Victoria                    | The Glass House                | 7.200  | Lindsay Gaze   |
| Newcastle Falcons         | Newcastle, New South Wales             | Broadmeadow Basketball Stadium | 2.200  | Tom Wiseman    |
| North Melbourne Giants    | Melbourne, Victoria                    | The Glass House                | 7.200  | Bruce Palmer   |
| Perth Wildcats            | Perth, Western Australia               | Perth Entertainment Centre     | 8.200  | Murray Arnold  |
| Southern Melbourne Saints | Melbourne, Victoria                    | The Glass House                | 7.200  | Gary Fox       |
| Sydney Kings              | Sydney, New South Wales                | Sydney Entertainment Centre    | 12.500 | Bob Turner     |

## Tabelle
Abschlusstabelle nach Ende der Hauptrunde
- Für das Play-off Halbfinale qualifiziert
- Für das Play-off Viertelfinale qualifiziert

| Pl.  | Team                      | Spiele | Siege | Niederlagen | Siegquote | Punkte+ | Punkte- | Punktedifferenz | Heimbilanz | Auswärtsbilanz |
| ---- | ------------------------- | ------ | ----- | ----------- | --------- | ------- | ------- | --------------- | ---------- | -------------- |
| 01.  | Perth Wildcats            | 26     | 22    | 4           | 84,62 %   | 2750    | 2508    | +242            | 12:1       | 10:3           |
| 02.  | Eastside Spectres         | 26     | 17    | 9           | 65,38 %   | 2932    | 2792    | +140            | 10:3       | 7:6            |
| 03.  | Geelong Supercats         | 26     | 17    | 9           | 65,38 %   | 3143    | 2980    | +163            | 11:2       | 6:7            |
| 04.  | Adelaide 36ers            | 26     | 16    | 10          | 61,54 %   | 3028    | 2876    | +152            | 11:2       | 5:8            |
| 05.  | Melbourne Tigers          | 26     | 16    | 10          | 61,54 %   | 3104    | 3044    | +60             | 10:3       | 6:7            |
| 06.  | North Melbourne Giants    | 26     | 16    | 10          | 61,54 %   | 3047    | 2840    | +207            | 8:5        | 8:5            |
| 07.  | Sydney Kings              | 26     | 14    | 12          | 53,85 %   | 2821    | 2775    | +46             | 9:4        | 5:8            |
| 08.  | Gold Coast Cougars        | 26     | 14    | 12          | 53,85 %   | 2781    | 2805    | −34             | 8:5        | 6:7            |
| 09.  | Brisbane Bullets          | 26     | 13    | 13          | 50,00 %   | 2912    | 2968    | −56             | 8:5        | 5:8            |
| 010. | Canberra Cannons          | 26     | 9     | 17          | 34,62 %   | 2741    | 2781    | −40             | 7:6        | 2:11           |
| 011. | Southern Melbourne Saints | 26     | 9     | 17          | 34,62 %   | 2872    | 3094    | −118            | 6:7        | 3:10           |
| 012. | Hobart Tassie Devils      | 26     | 8     | 18          | 30,77 %   | 2811    | 3047    | −146            | 6:7        | 2:11           |
| 013. | Illawarra Hawks           | 26     | 6     | 20          | 23,08 %   | 3032    | 3196    | −164            | 4:9        | 2:11           |
| 014. | Newcastle Falcons         | 26     | 5     | 21          | 19,23 %   | 2803    | 3071    | −268            | 4:9        | 1:12           |

## Play-offs

### Modus
Die in der Endtabelle auf den Plätzen 3 bis 6 stehenden Teams qualifizieren sich für das Viertelfinale der Playoffs. Dabei treten der der dritte gegen den sechsten und der vierte gegen den fünften an. Die zwei Sieger ziehen ins Halbfinale ein, wo sie auf die an 1 und 2 gesetzten Teams treffen. In allen Runden gilt der best of three-Modus.

### Spiele
|  | Halbfinale | Halbfinale             | Halbfinale        | Halbfinale | Halbfinale |    |                   | Finale | Finale | Finale | Finale | Finale |
|  |            |                        |                   |            |            |    |                   |        |        |        |        |        |
|  | 1          | Perth Wildcats         | 102               | 105        |            |    |                   |        |        |        |        |        |
|  | 4          | Adelaide 36ers         | 99                | 104        |            |    |                   |        |        |        |        |        |
|  | 4          | Adelaide 36ers         | 99                | 104        |            | 1  | Perth Wildcats    | 109    | 81     | 90     |        |        |
|  |            |                        |                   |            |            | 1  | Perth Wildcats    | 109    | 81     | 90     |        |        |
|  |            | 2                      | Eastside Spectres | 83         | 86         | 80 |                   |        |        |        |        |        |
|  | 2          | 2                      | Eastside Spectres | 83         | 86         | 80 | Eastside Spectres | 99     | 115    |        |        |        |
|  | 2          |                        |                   |            |            |    |                   | 99     | 115    |        |        |        |
|  | 6          | North Melbourne Giants | 93                | 104        |            |    |                   |        |        |        |        |        |

## Individuelle Auszeichnungen
- Most Valuable Player der regulären Saison (Andrew Gaze Trophy): Andrew Gaze (Melbourne Tigers)
- Rookie of the Year: Andrew Vlahov (Perth Wildcats)
- Best Defensive Player (Damian Martin Trophy): Terry Dozier (Geelong Supercats)
- Coach of the Year (Lindsay Gaze Trophy): Murray Arnold (Perth Wildcats)
- NBL Most Improved Player: Andrew Parkinson (Southern Melbourne Saints)
- All-NBL First Team:
  - Ricky Grace (Perth Wildcats)
  - Andrew Gaze (Melbourne Tigers)
  - Scott Fisher (North Melbourne Giants)
  - Mark Davis (Adelaide 36ers)
  - Mike Mitchell (Gold Coast Cougars)

- Grand Final Series MVP (Larry Sengstock Medal): Peter Hansen (Perth Wildcats)